# 디디에 오보노
디디에 장비에 오보노 에방(프랑스어: Didier Janvier Ovono Ebang, 1983년 1월 23일 ~ )은 가봉의 축구 선수로, 현재 프랑스 샹피오나 나시오날 2의 올랭피크 소뮈르 FC에서 골키퍼로 활약하고 있다.

## 같이 보기
- A매치 100경기 이상 출전한 축구 선수 명단